# Sant'Edmondo
Sant'Edmondo var en kyrkobyggnad i Rom, helgad åt den helige Edmund martyren. Den var belägen snett emot basilikan San Crisogono, vid dagens Piazza Sidney Sonnino i östra Trastevere.

## Kyrkans historia
År 1396 grundade den engelske köpmannen John Whyte (eller White) i Trastevere ett härbärge för engelska pilgrimer som besökte Rom. Vid härbärget uppfördes även en liten kyrka, helgad åt den helige Edmund martyren, kung över East Anglia, vilken led martyrdöden år 870. År 1464 övergick administrationen av härbärget och kyrkan till San Tommaso di Canterbury, i närheten av dagens Piazza Farnese.
Under 1600-talet övergavs kyrkan och år 1664 dekonsekrerades den och byggdes om för profana ändamål. Den helige Edmunds reliker och kyrkans inventarier överfördes till kyrkan San Tommaso di Canterbury. På platsen för kyrkan Sant'Edmondo uppfördes år 1950 biografen Esperia, vilken senare bytte namn till Roma.